# ام۵۵ (موشک)

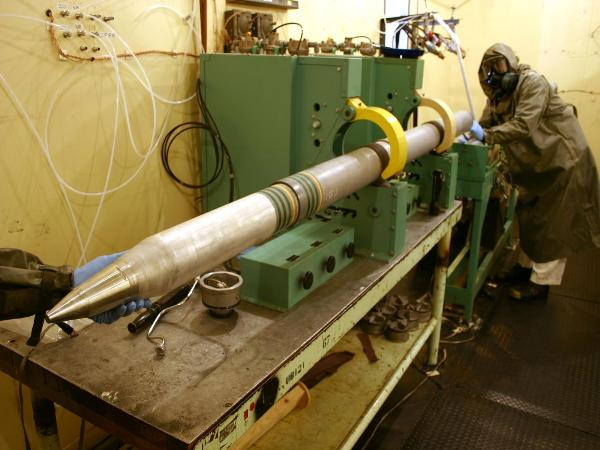
یک موشک ام۵۵ در حالی خنثی سازی و جداسازی کلاهک جنگی

موشک ام ۵۵ جنگ‌افزار ساخت ایالات متحده است که در دهه ۱۹۵۰ میلادی به عنوان سلاح شیمیایی و ابزاری برای حمله با استفاده از ماده وی ایکس طراحی و تولید گردید. این موشک‌ها در خلال دهه ۱۹۶۰ به صورت گسترده توسط ارتش ایالات متحده انبار می‌شدند. محل نگهداری این موشک‌ها در کارخانه تسلیحات شیمیایی آمریکا در اوکیناوا ژاپن بود. اما در سال ۱۹۷۱ میلادی در خلال عملیات «کلاه قرمز» تمامی این موشک‌ها به آب‌سنگ جانستون منتقل شده و در دهه ۱۹۹۰ در همان محل نابود گردیدند.